# Vauhallan
Vauhallan ist eine französische Gemeinde mit 1954 Einwohnern (Stand 1. Januar 2022) im Département Essonne in der Region Île-de-France. Die Einwohner werden Vauhallanais genannt.

## Geographie
Die Gemeinde liegt rund 17 Kilometer südwestlich von Paris. Nachbargemeinden sind:
- Saclay
- Bièvres
- Igny
- Palaiseau

## Bevölkerungsentwicklung
| Jahr      | 1968 | 1975 | 1982 | 1990 | 1999 | 2006 | 2011 |
| Einwohner | 1757 | 1856 | 1775 | 1795 | 2058 | 2010 | 1969 |

## Sehenswürdigkeiten
Siehe auch: Liste der Monuments historiques in Vauhallan
- Kirche St-Rigomer-et-Ste-Ténestine, erbaut ab dem 13. Jahrhundert
- Taubenturm, erbaut im 12. Jahrhundert
- Lavoir, erbaut im 19. Jahrhundert
- Benediktinerinnenkloster Limon